# Wilhelm von Königsmarck
Wilhelm Graf von Königsmarck (* 1. Dezember 1841 in Kerzendorf; † 20. August 1923 in Oberlesnitz) war ein deutscher Rittergutsbesitzer, Verwaltungsbeamter und Parlamentarier.

## Leben
Wilhelm von Königsmarck war der zweitälteste Sohn des preußischen Oberpräsidenten und Ministers Otto von Königsmarck und der Helene geb. von Klitzing. Er studierte an der Ruprecht-Karls-Universität Heidelberg und der Friedrich-Wilhelms-Universität zu Berlin. 1861 wurde er Mitglied des Corps Saxo-Borussia Heidelberg.
Nach dem Studium trat er in den preußischen Verwaltungsdienst ein. Von 1873 bis 1887 war er Landrat des Landkreises Osthavelland. Er war Besitzer des Rittergutes Oberlesnitz bei Chodziesen in Posen. Zur 13. Legislaturperiode wurde Königsmarck als Abgeordneter des Wahlkreises Potsdam 6 (Osthavelland) in das Preußische Abgeordnetenhaus gewählt. Er gehörte der Fraktion der Neukonservativen an. Am 3. März 1877 verlor er das Mandat durch Ungültigkeitserklärung. 1910–1918 gehörte von Königsmarck dem Preußischen Herrenhaus an.
Der Politiker Otto Wilhelm von Königsmarck war sein Bruder.